# Сеидова, Иззет Али кызы
Иззет Али кызы Сеидова (азерб. İzzət Əli qızı Seyidova; 20 ноября 1910, Харьков — 1973, Баку) — азербайджанский советский театральный художник. Заслуженный деятель искусств Азербайджанской ССР (1940). Одна и первых азербайджанских женщин — театральных художников.

## Биография
Иззет Али кызы Сеидова родилась 20 ноября 1910 года в Харькове. В 1930 году окончила Азербайджанское государственное художественное училище в Баку, а в 1938 году — театральный отдел живописного факультета Института имени И. Е. Репина в Ленинграде (в мастерской профессора Михаила Бобышова). С 1949 года являлась членом Коммунистической партии Советского Союза.
С 1939 года Иззет Сеидова работала в Театре оперы и балета имени М. Ф. Ахундова. Ей принадлежит оформление таких спектаклей, как «Пиковая дама» Петра Чайковского (1939); «Ануш» Армена Тиграняна (1941), «Красный цветок» Рейнгольда Глиэра (1940), «Демон» Антона Рубинштейна (1949), «Севиль» Фикрета Амирова (1953, совместно с Энвером Алмасзаде), «Шах Исмаил» Муслима Магомаева (1956), «Лейли и Меджнун» Узеира Гаджибекова (1958), «Сказки Гофмана» Жака Оффенбаха (1962), «Маскарад» Бориса Зейдмана (1945), «Вэтэн» Кара Караева и Джевдета Гаджиева (1945), «Севильский цирюльник» Джоаккино Россини (1938), «Тропою грома» Караева (1965).
В 1940 году Сеидовой было присвоено звание Заслуженного деятеля искусств Азербайджанской ССР.

Могила Иззет Сеидовой на II Аллее почётного захоронения в Баку

Скончалась Сеидова в 1973 году в Баку. Похоронена на II Аллее почётного захоронения в Баку.
В Национальном музее искусств Азербайджана в Баку хранятся созданные ей эскизы оформления к опере «Шах Исмаил» (1955, Баку; акварель, гуашь; 42 × 60) и опере «Ануш» (1957, Баку; акварель, гуашь; 42 × 60). Ряд эскизов хранится в Азербайджанском государственном музее театра. В 1940 году художник и педагог А. П. Зарубин выполнил поколенный портрет Иззет Сеидовой.